# Quiritipes
Quiritipes (Квиритипес — „копљасто стопало”) је изумрли ихнород плацентални сисара, из изумрле ихнопородице Sarjeantipodidae унутар изумрлог реда Hyaenodonta, који је у периоду раног еоцена настањивао подручје Сјеверне Америке.

## Етимологија назива
| Ихнород:   | Поријекло назива од:                                                                                                | Значење назива:  |
| ---------- | --- | ---------------- |
| Quiritipes | - латинске ријечи квирис (лат. quiris), која значи копље - и старогрчке ријечи пус (стгрч. πούς), која значи стопало или нога | копљасто стопало |

| Ихноврста:   | Поријекло назива од:                                                              | Значење назива:              |
| ------------ | --------------------------------------------------------------------------------- | ---------------------------- |
| Q. impendens | - рода Quiritipes - и латинске ријечи импендере (лат. impendere), која значи преклапати се | преклопљено копљасто стопало |

## Опис
Quiritipes impendens је назив за јединку непознате врсте сисара из реда Hyaenodonta, која се кретала полудигитиградно и иза себе оставила добро очуване отиске стопала на простору фосилни локалитета из Мади Хилс геолошке формације у Вајомингу (САД).

## Систематика

### Класификација
| Ихноврста:                     | Распрострањеност фосила и локација: | Временски распон:      |
| ------------------------------ | ----------------------------------- | ---------------------- |
| †Q. impendens (Sarjeant, 2002) | САД (Вајоминг)                      | 52,4 до 50,5 мил. год. |